# Richard Lohmann
Gustav Willy Richard Lohmann (* 9. Oktober 1881 in Magdeburg; † 1935 in Berlin) war ein deutscher Lehrer, Journalist und Politiker (SPD).

## Leben
Lohmann wurde als Sohn eines Eisenbahnsekretärs geboren. Nach dem Abitur 1900 am Pädagogium zum Kloster Unser Lieben Frauen in Magdeburg studierte er bis 1904 an den Universitäten in Göttingen und Halle. Dort trat er jeweils der örtlichen Wingolfsverbindung bei, 1900 dem Göttinger Wingolf und 1902 dem Hallenser Wingolf. 1905 wurde er mit dem Dissertationsthema Nova studia Euripidea zum Dr. phil. promoviert. Im gleichen Jahr absolvierte er das Lehrerseminar am Königlichen Wilhelmgymnasium Berlin, das er mit der Prüfung als Lehrer für Mittelschulen beendete. Er begann seine Lehrtätigkeit in Lauenburg, wechselte 1906 als Oberlehrer nach Züllichau und von dort aus in gleicher Funktion 1914 nach Berlin-Tempelhof. Am 1. April 1920 schied er als Oberlehrer und Rektor aus dem Schuldienst aus.
Lohmann trat 1918 in die SPD ein. Er war von April 1919 bis 1924 Mitbegründer und Geschäftsführer der Arbeitsgemeinschaft sozialdemokratischer Bildungsarbeit in Berlin und wurde in den Zentralausschuss der Partei gewählt. Des Weiteren betätigte er sich als Redakteur und Mitarbeiter an partei- und bildungspolitischen Blättern. So war er von Juli 1919 bis August 1922 für die Wochenschrift Der Freie Lehrer und die Zeitschrift Der Elternbeirat sowie von März 1924 bis November 1927 für die Halbmonatsschrift Frauenwelt tätig. Neben seiner journalistischen Arbeit verfasste er Romane und Sportliteratur für den Dietz-Verlag. Von 1927 bis 1929 fungierte er als Leiter des Film- und Lichtbilddienstes der Sozialdemokraten mit Sitz in Berlin.
Lohmann war von 1920 bis 1929 Mitglied der Berliner Stadtverordnetenversammlung und von 1929 bis zu seiner Entlassung 1933 Pressereferent des Berliner Magistrates bzw. Leiter des Berliner Nachrichtenamtes. Bei den Reichstagswahlen im Juni 1920, Mai 1924 und Dezember 1924 hatte er erfolglos für den Reichstag kandidiert. Im Mai 1928 wurde er als Landeswahlvorschlag der SPD in den Preußischen Landtag gewählt, dem er bis 1932 angehörte.